# Phi Phi

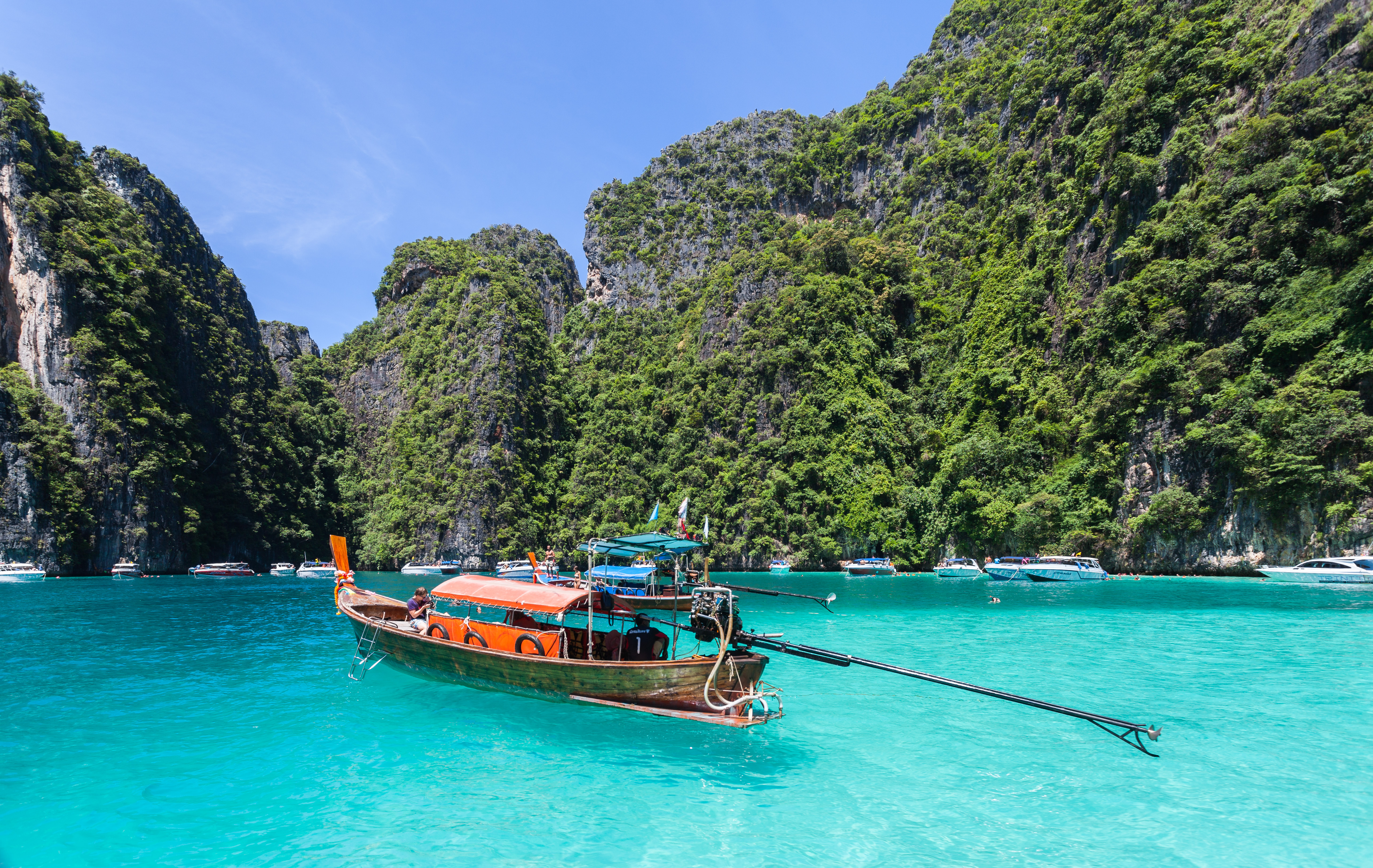
Bote en la bahía de Phi Phi Leh.

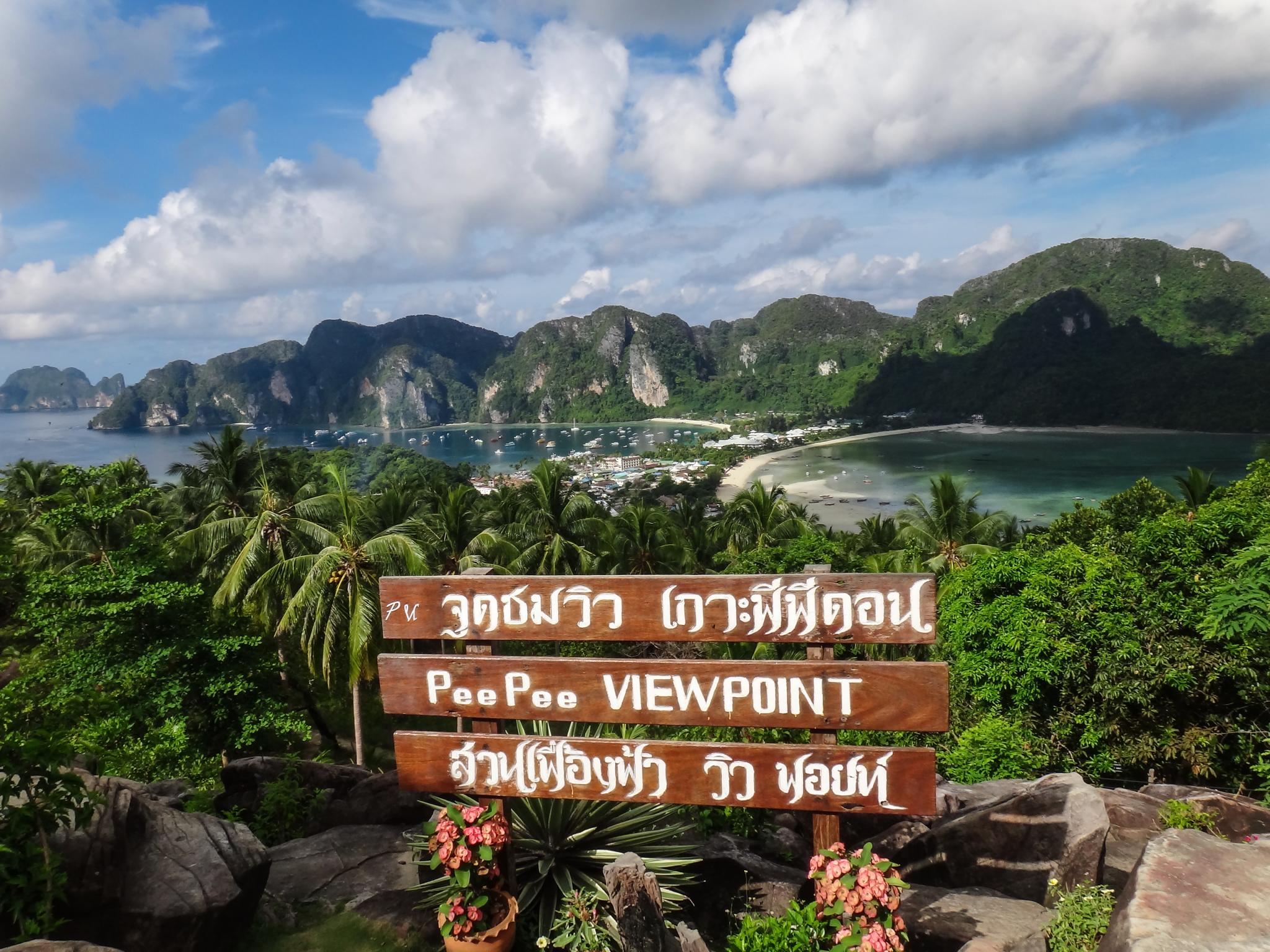
Vista desde el Viewpoint de Phi Phi Don.

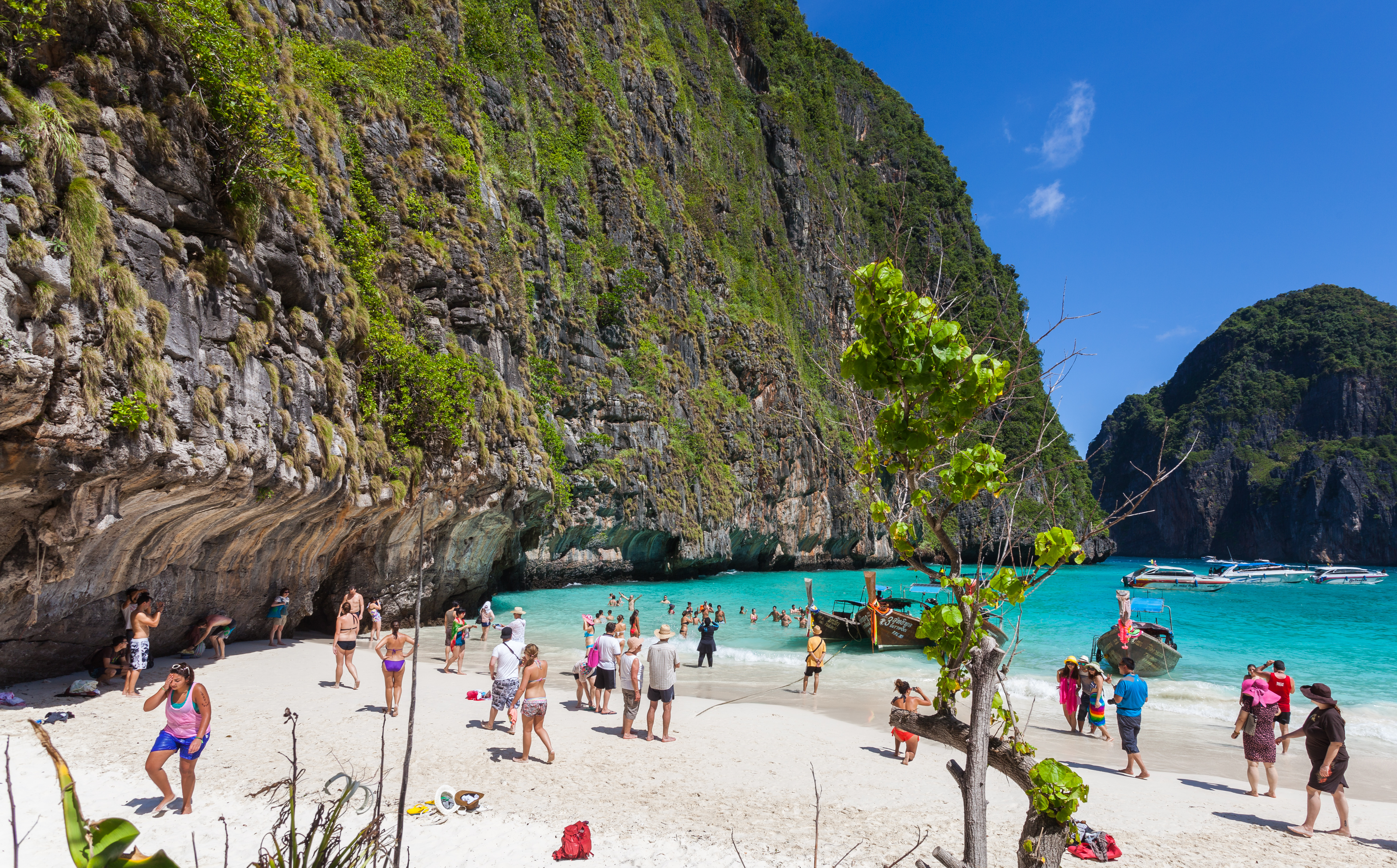
Turistas en playa Maya.

Phi Phi (también conocidas como Koh Phi Phi, en tailandés: หมู่เกาะพีพี) es un pequeño archipiélago que se encuentra en el mar de Andamán, al sur de Tailandia. Se ha convertido en los últimos años en un lugar muy popular para el turismo, hasta el punto que la expansión de las infraestructuras hoteleras están creciendo descontroladamente para poder albergar a tanta demanda turística.
Está compuesto por las cuatro islas principales.

## Koh Phi Phi Don
Koh Phi Phi Don (en tailandés: เกาะพีพีดอน) es la única habitada. Posee un pequeño pueblo conocido como Ton Sai, en donde se encuentra el puerto principal para la llegada de los transbordadores procedentes de la península y otras islas. La oferta hotelera es bastante amplia, desde grandes resorts hasta pequeños bungalows de madera. Se ha llegado a denunciar la masiva construcción de hoteles en lugares en los que no se podía, pero la fuerte demanda turística ha podido más.
Diariamente hay varios servicios de ferries que conectan la isla con diferentes lugares, ya sean de la península u otras islas, como puede ser Krabi, Rai Ley, Ao Nang o Phuket. El trayecto suele durar unas dos horas y media.
Posee además una amplia oferta gastronómica y locales de entretenimiento dedicados principalmente al turismo extranjero joven.

## Koh Phi Phi Leh

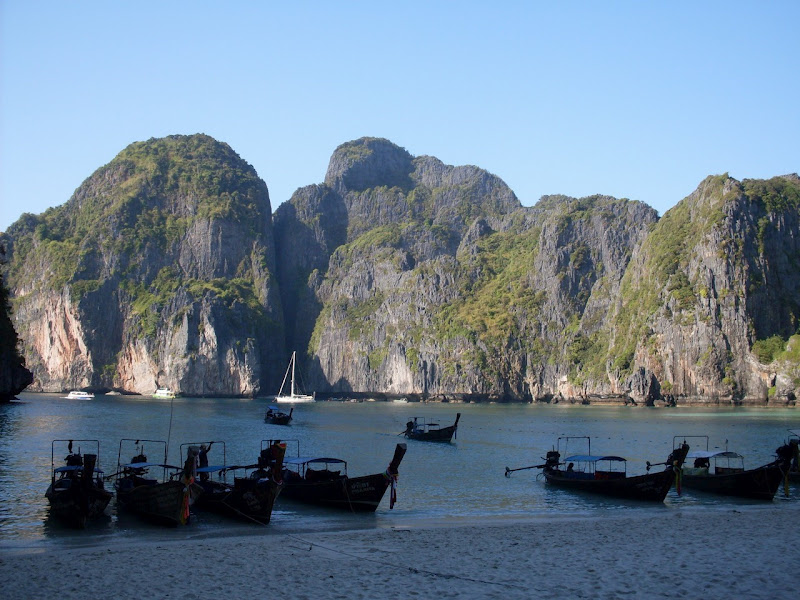
Maya Beach, donde se rodó la película The Beach, en Ko Phi Phi Lee.

Koh Phi Phi Leh (también escrito en ocasiones como Phi Phi Lee) es la menor dentro de las dos islas principales. Se trata de una isla compuesta por acantilados de roca caliza que emergen hasta cientos de metros sobre el nivel del mar. Posee dos playas, dentro de las cuales, la más conocida, bella y extensa es la bahía de Maya, cuyo nombre se debe a una leyenda que hay sobre una mujer de mismo nombre que encontró el fin de sus días en aquel lugar de manera injusta. Esta bahía llegó a gozar de una amplia barrera de corales, la cual ha sido prácticamente arrasada por el masivo tránsito diario de embarcaciones de gran tamaño que atracan en la propia orilla.
En esta isla se han filmado varias películas, como pueden ser "La isla de las cabezas cortadas" o "La playa". Esta última provocó un gran revuelo porque modificó temporalmente la isla en el 1999, plantando unos 60 cocoteros en la duna y abriendo dos hoyos entre la vegetación que había al comenzar ésta. Al finalizar el rodaje, y tras un segundo intento, la bahía volvía a tener el mismo aspecto y se recuperó del todo.
Hasta 2003 la isla permaneció intacta, con aspecto de isla virgen, con toda su vegetación original. Tan sólo había una pequeña casita en un lateral donde vivían unos pescadores que se encargaban de cuidar la isla y de recolectar los nidos de golondrina. En 2004 la isla pasó a formar parte en toda regla del Parque Nacional de las Islas Phi Phi, y con vistas al turismo, quisieron arreglar y acondicionar la isla para los turistas. De modo que los pescadores que allí vivían tuvieron que irse a unas cuevas que hay por otro lado de la isla, y todo fue reorganizado, limpiaron la isla, podaron las plantas, cortaron otras, pusieron servicios, ceniceros en la playa, un pequeño restaurante y además se estaba hablando de construir una zona de bungalows. La isla pasó de ser un paraíso virgen a un paraíso turístico, irónicamente pero no sorpresivamente, la situación que se critica y que es tema de la película  "La playa".

## Koh Yung (Mosquito Island)
Es una isla que el 92% está formada por acantilados de roca caliza, tiene una pequeña playa en uno de los laterales.
Está aislada y no hay nada.

## Koh Pai (Bamboo Island)
Es una pequeña isla circular, y es la única que no tiene formaciones rocosas como el resto. No está desierta, pero es bastante tranquila, lo único que hay es un pequeño restaurante que abre dos veces al día y un baño con duchas, ya que tiene una pequeña parte para poder acampar. Se puede tardar alrededor de una hora en dar la vuelta a toda la isla.

## Galería

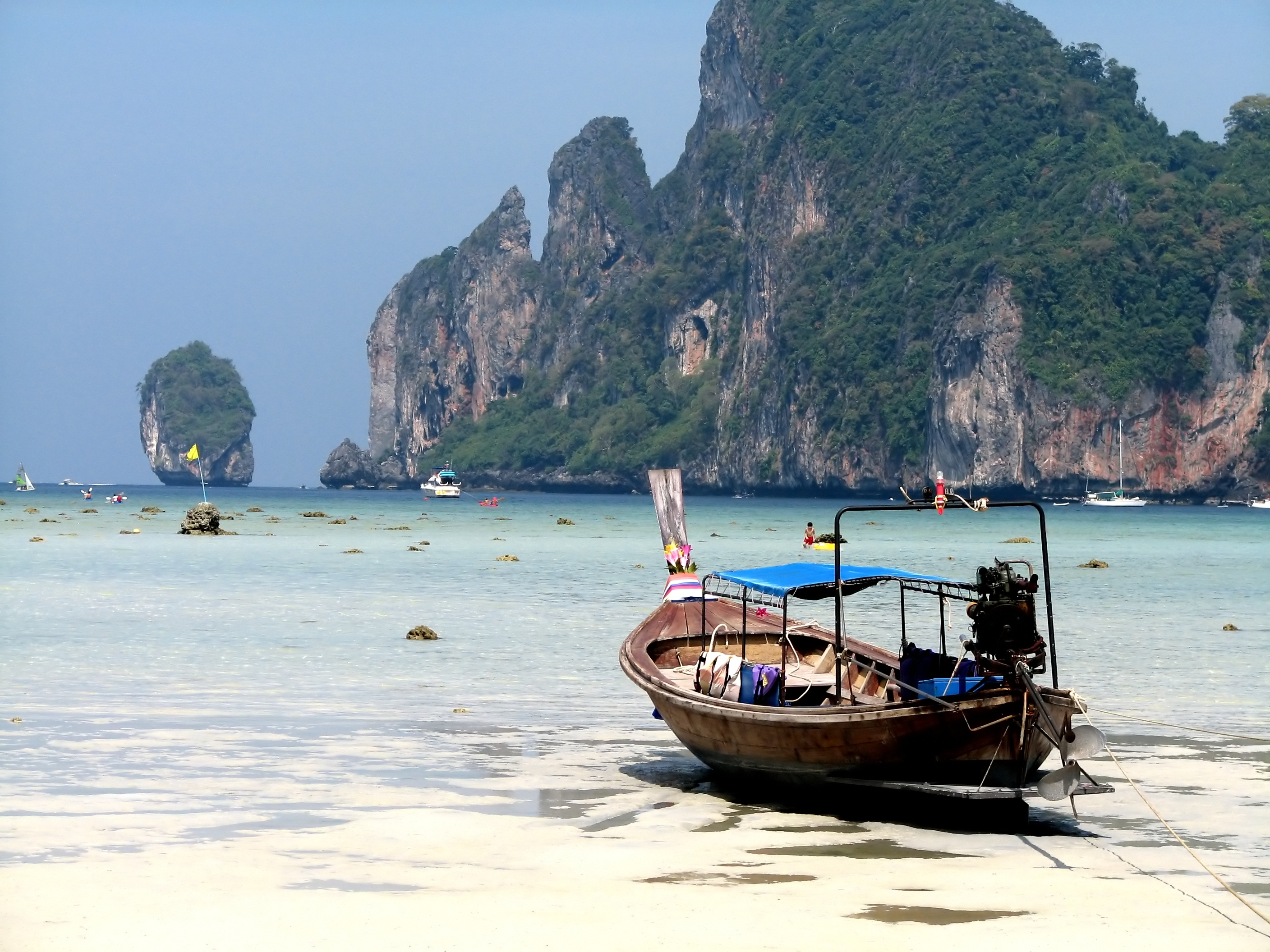
Bahía Loh Dalum, en Phi Phi Don.
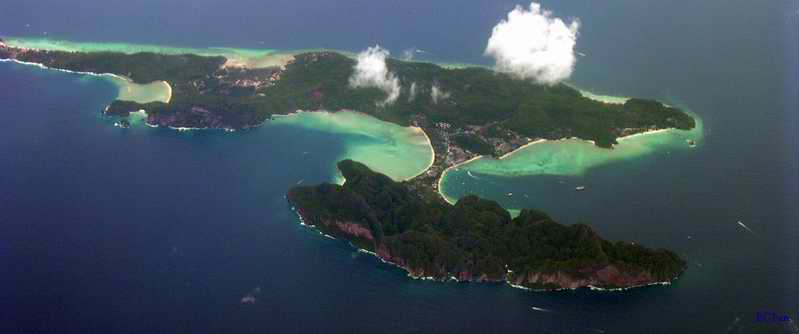
Vista aérea de Phi Phi Don.
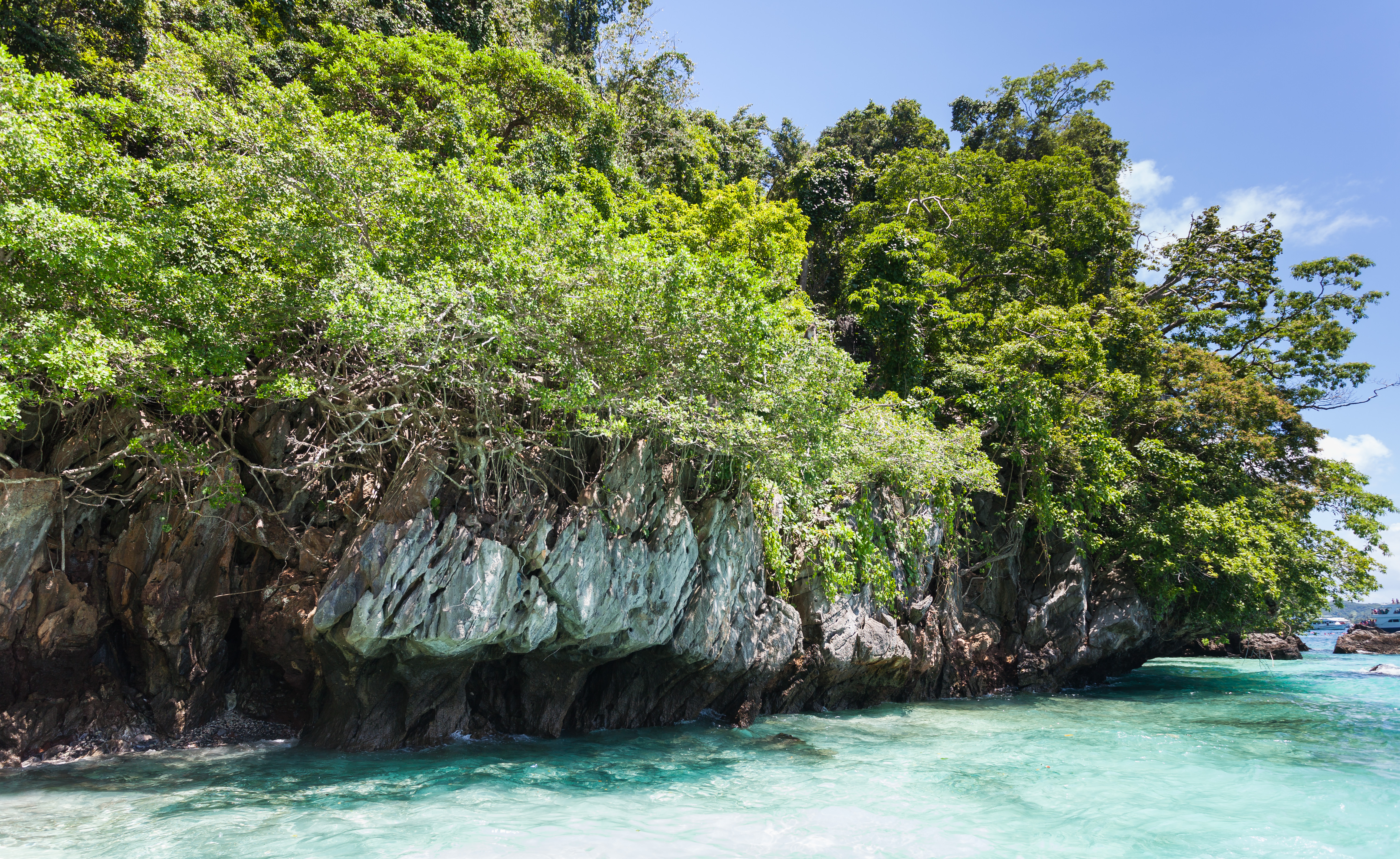
Phi Phi Leh.
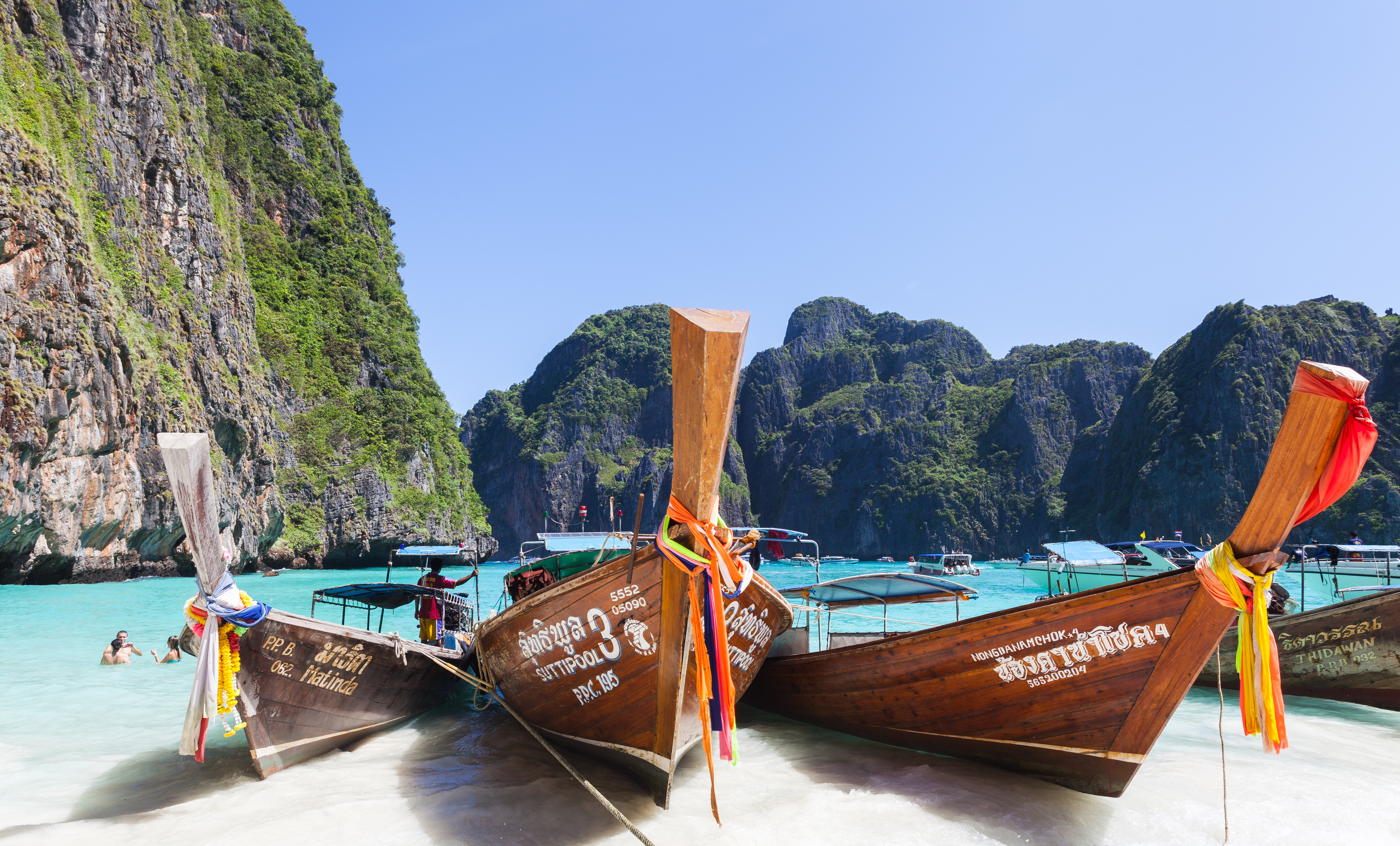
Playa Maya, Phi Phi Leh.
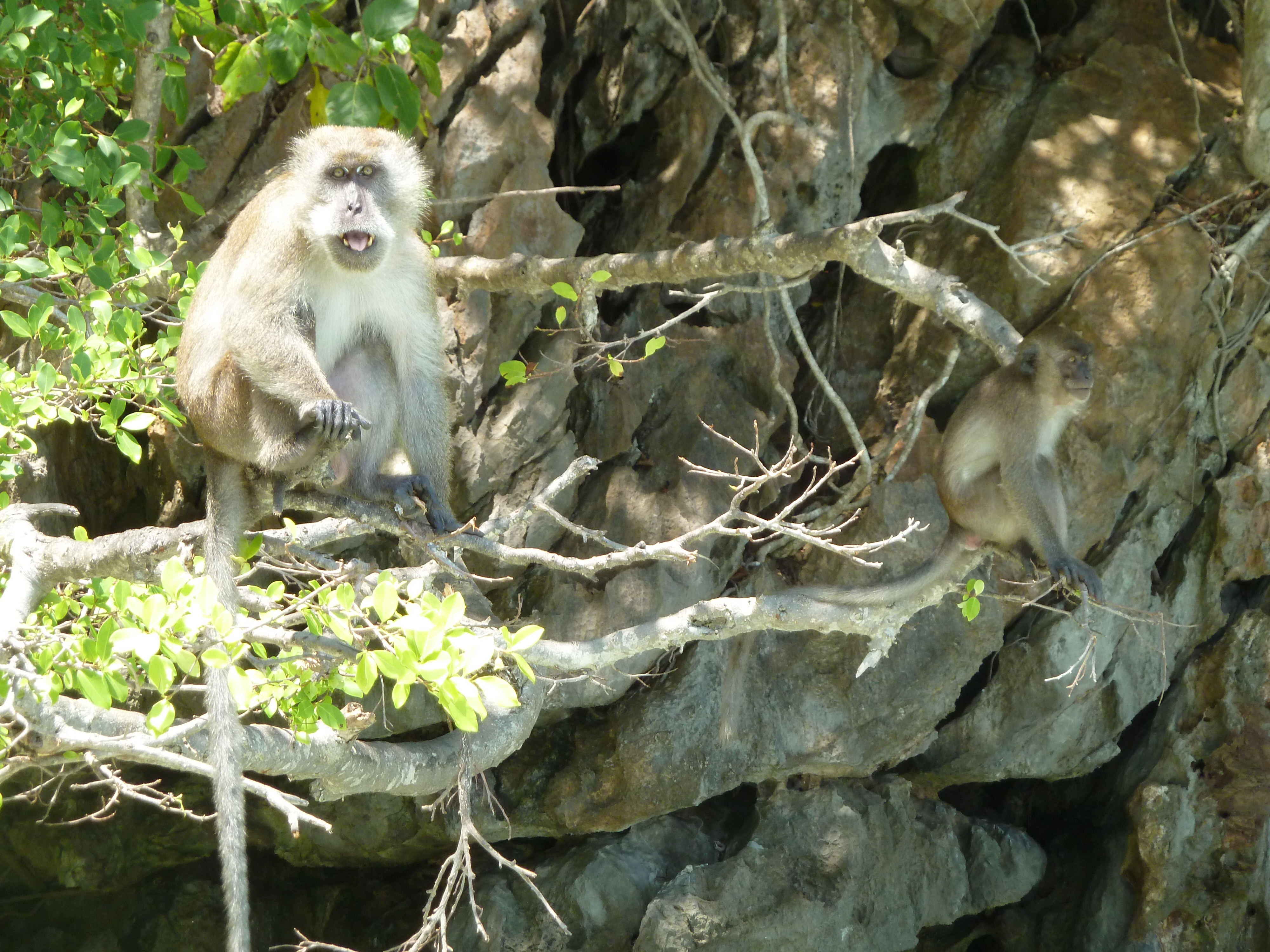
Monkey Beach, en Phi Phi Don.
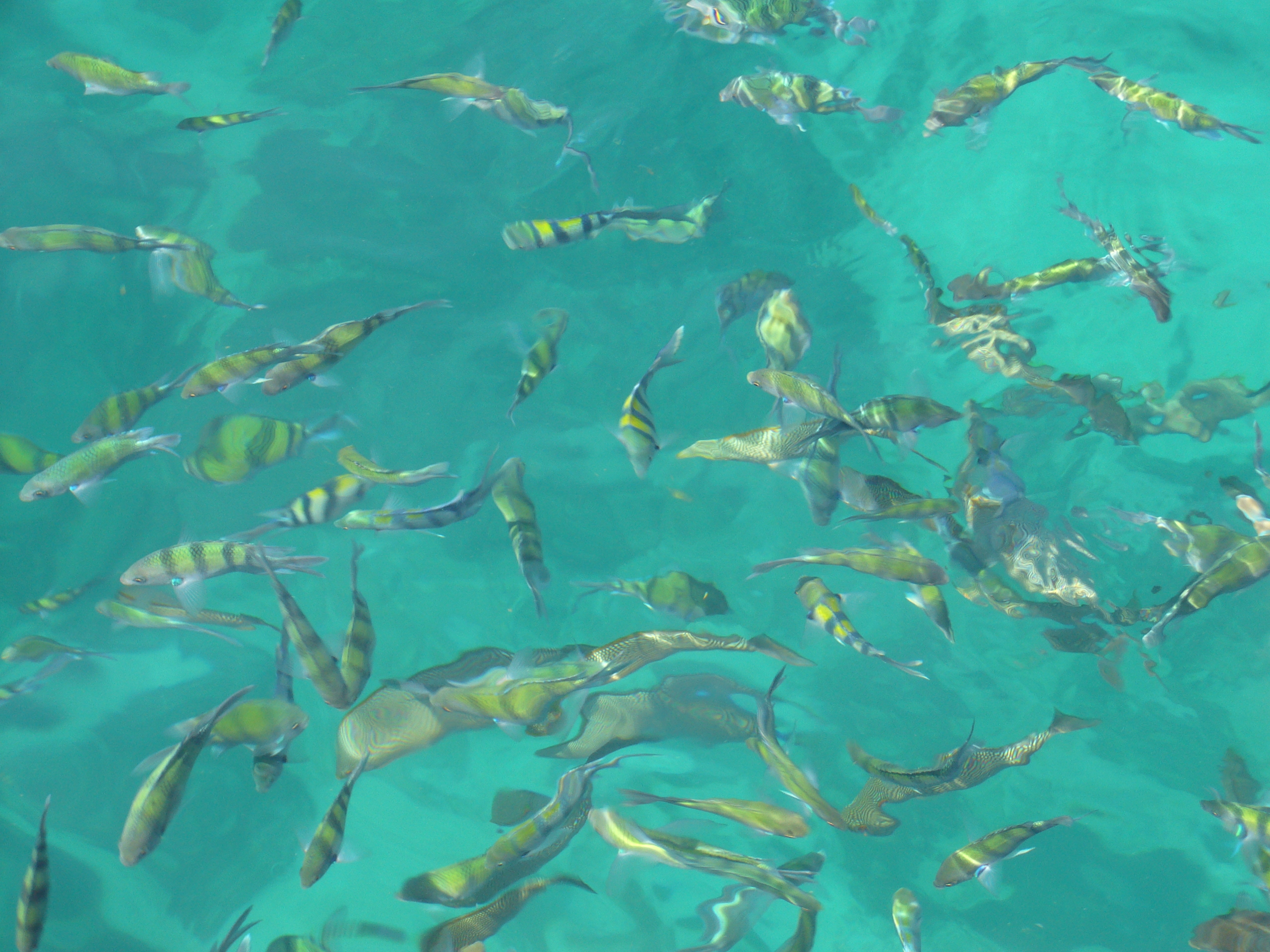
Fauna marina en Phi Phi Leh.